# برایان گیلبرت
برایان گیلبرت (انگلیسی: Brian Gilbert؛ زادهٔ ۱ ژانویه ۱۹۶۰) کارگردان سینما است. او که در انگلستان متولد شد، بیشتر دوران کودکی خود را در استرالیا گذراند، جایی که او بازیگر کودک سینما، تلویزیون و رادیو بود. پس از بازگشت به انگلستان در سن چهارده سالگی، در مدرسه گرامر پسران هارو کانتی تحصیل کرد و تحصیلات خود را در دانشگاه آکسفورد به پایان رساند. 
او تا سال ۱۹۷۹ به عنوان یک بازیگر حرفه‌ای به کار خود ادامه داد تا اینکه به عنوان دانشجوی کارگردانی به مدرسه ملی فیلم و تلویزیون پیوست.

## فیلم‌شناسی
- سفر لعنت‌شدگان (۱۹۷۶)
- شارما و فراتر از آن (۱۹۸۴)
- شاهزاده قورباغه (۱۹۸۵)
- برعکس (۱۹۸۸)
- بدون دخترم هرگز (۱۹۹۱)
- تام و ویو (۱۹۹۴)
- وایلد (۱۹۹۷)
- گردهمایی (۲۰۰۳)
- لرد هاو-هاو: پرتره یک متعصب (۲۰۰۵)